# Ernesto Kiessel
Ernesto N. Kiessel (... – 1923) è stato un calciatore argentino, di ruolo portiere.

## Carriera

### Club
Kiessel giunse alla prima squadra dell'Huracán nel 1919, dopo aver militato nelle formazioni giovanili del club. Diventa il portiere titolare nel corso della Copa Campeonato 1920, sostituendo Pazos. Lasciò la società nel 1923 dopo 61 gare totali, di cui 51 in campionato, 3 in Copa Argentina, 4 in Copa Competencia e 3 in Copa de Honor.

### Nazionale
Giocò un solo incontro nella Nazionale argentina, l'8 agosto a Buenos Aires contro l'Uruguay. Fu poi convocato per il Sudamericano 1921, ma non vi esordì mai, essendo chiuso dal titolare Tesoriere.

## Statistiche

### Presenze e reti nei club
| Stagione        | Squadra         | Campionato      | Campionato | Campionato | Coppe nazionali | Coppe nazionali | Coppe nazionali | Totale | Totale |
| Stagione        | Squadra         | Comp            | Pres       | Reti       | Comp            | Pres            | Reti            | Pres   | Reti   |
| --------------- | --------------- | --------------- | ---------- | ---------- | --------------- | --------------- | --------------- | ------ | ------ |
| 1919            | Huracán         | CC              | 1          | -7         | CJC             | 1               | -2              | 2      | -9     |
| 1920            | Huracán         | CC              | 15         | -17        | CHBA+CE         | 3+0             | -5+-0           | 18     | -22    |
| 1921            | Huracán         | CC              | 17         | -13        | CJC+CI          | 3+1             | -3+-3           | 21     | -19    |
| 1922            | Huracán         | CC              | 7          | -3         | CI              | 2               | -1              | 9      | -4     |
| 1923            | Huracán         | CC              | 11         | -9         | -               | -               | -               | 11     | -9     |
| Totale carriera | Totale carriera | Totale carriera | 51         | -49        |                 | 10              | -14             | 61     | -63    |

### Cronologia presenze e reti in Nazionale
| Cronologia completa delle presenze e delle reti in nazionale ― Argentina | Cronologia completa delle presenze e delle reti in nazionale ― Argentina | Cronologia completa delle presenze e delle reti in nazionale ― Argentina | Cronologia completa delle presenze e delle reti in nazionale ― Argentina | Cronologia completa delle presenze e delle reti in nazionale ― Argentina | Cronologia completa delle presenze e delle reti in nazionale ― Argentina | Cronologia completa delle presenze e delle reti in nazionale ― Argentina | Cronologia completa delle presenze e delle reti in nazionale ― Argentina |
| Data                                                                     | Città                                                                    | In casa                                                                  | Risultato                                                                | Ospiti                                                                   | Competizione                                                             | Reti                                                                     | Note                                                                     |
| ------------------------------------------------------------------------ | ------------------------------------------------------------------------ | ------------------------------------------------------------------------ | ------------------------------------------------------------------------ | ------------------------------------------------------------------------ | ------------------------------------------------------------------------ | ------------------------------------------------------------------------ | ------------------------------------------------------------------------ |
| 08/08/1920                                                               | Buenos Aires                                                             | Argentina                                                                | 1 – 0                                                                    | Uruguay                                                                  | Gran Premio de Honor Argentino                                           | -0                                                                       |                                                                          |
| Totale                                                                   |                                                                          | Presenze                                                                 | 1                                                                        |                                                                          | Reti                                                                     | -0                                                                       |                                                                          |

## Palmarès

### Club

#### Competizioni nazionali
- Copa Campeonato: 2

Huracán: 1921, 1922

### Nazionale
- Campeonato Sudamericano de Football: 1

Argentina 1921